# Praxedis
Praxedis, även kallad Praxedes, var en kristen kvinna i Rom under 100-talet. Hon hyllas för att tagit hand om dödade martyrers kroppar under en period av förföljelse mot kristna. Basilikan Santa Prassede i Rom är helgad åt henne.

## Bilder
| - Sankta Praxedis. Relief på portalen till kyrkan Santa Pudenziana i Rom. - Skulptur föreställande sankta Praxedis i kyrkan Santa Prassede i Rom. |

### Webbkällor
- ”Praxedes and Pudentia”. Catholic Encyclopedia. New Advent. https://www.newadvent.org/cathen/12344b.htm. Läst 21 juli 2020.
- ”Santa Prassede di Roma, vergine e martire”. Santi e Beati. http://www.santiebeati.it/dettaglio/63850. Läst 21 juli 2020.